# Novoazovsk

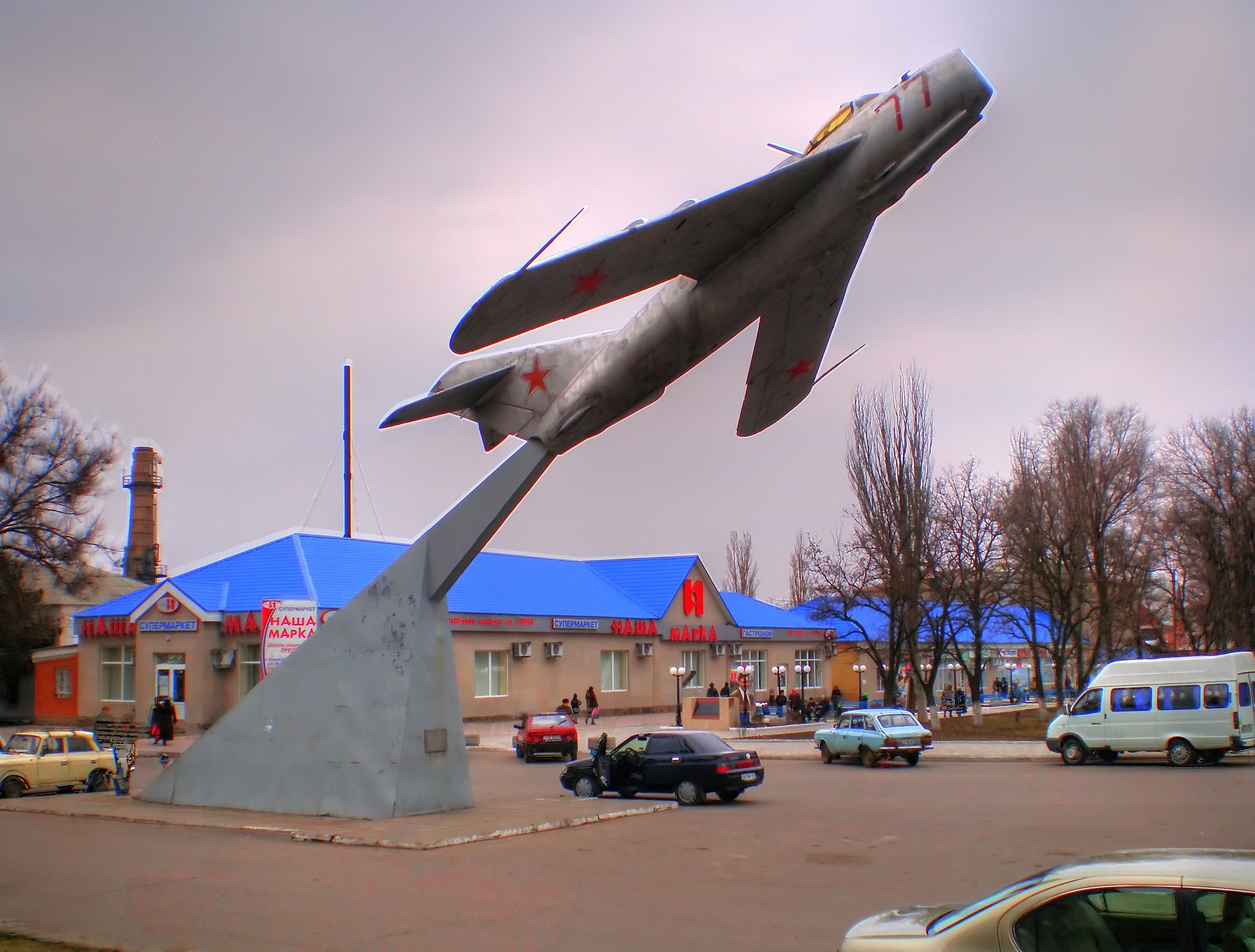
Novoazovsk.

Novoazovsk (ukrainska: Новоазовськ; ryska: Новоазовск) är en ryskspråkig stad i Donetsk oblast (provins) i östra Ukraina. Staden är belägen öster om staden Mariupol vid Azovska sjön ett tjugotal kilometer från ryska gränsen. Staden hade 12 702 invånare år 2001.